# 新天津報
新天津报，是1923年由劉髯公於天津創辦的一份報紙，發行量一度高達五萬份。1937年日本軍隊攻陷天津後，因報社立場鮮明反日，迫而停刊。
不少評書小說，如《三俠劍》，都曾刊登於《新天津報》。

## 文獻
1. ↑  .   [2015-07-25]. （原始内容存档于2014-08-07）.